# مونکی (استان اشوی‌داشکسیه)
مونکی (به لهستانی: Młynki) یک منطقهٔ مسکونی در لهستان است که در گمینا پیکوشوو واقع شده‌است.